# Capraia Isola
Capraia Isola este o comună din provincia Florența, regiunea Toscana, centrul Italiei. În 2011 avea o populație de  7.305 de locuitori.

## Demografie
Capraia Isola - evoluția demografică

|  | Graficele sunt indisponibile din cauza unor probleme tehnice. Mai multe informații se găsesc la Phabricator și la wiki-ul MediaWiki. |

Date: Recensăminte sau birourile de statistică - grafică realizată de Wikipedia

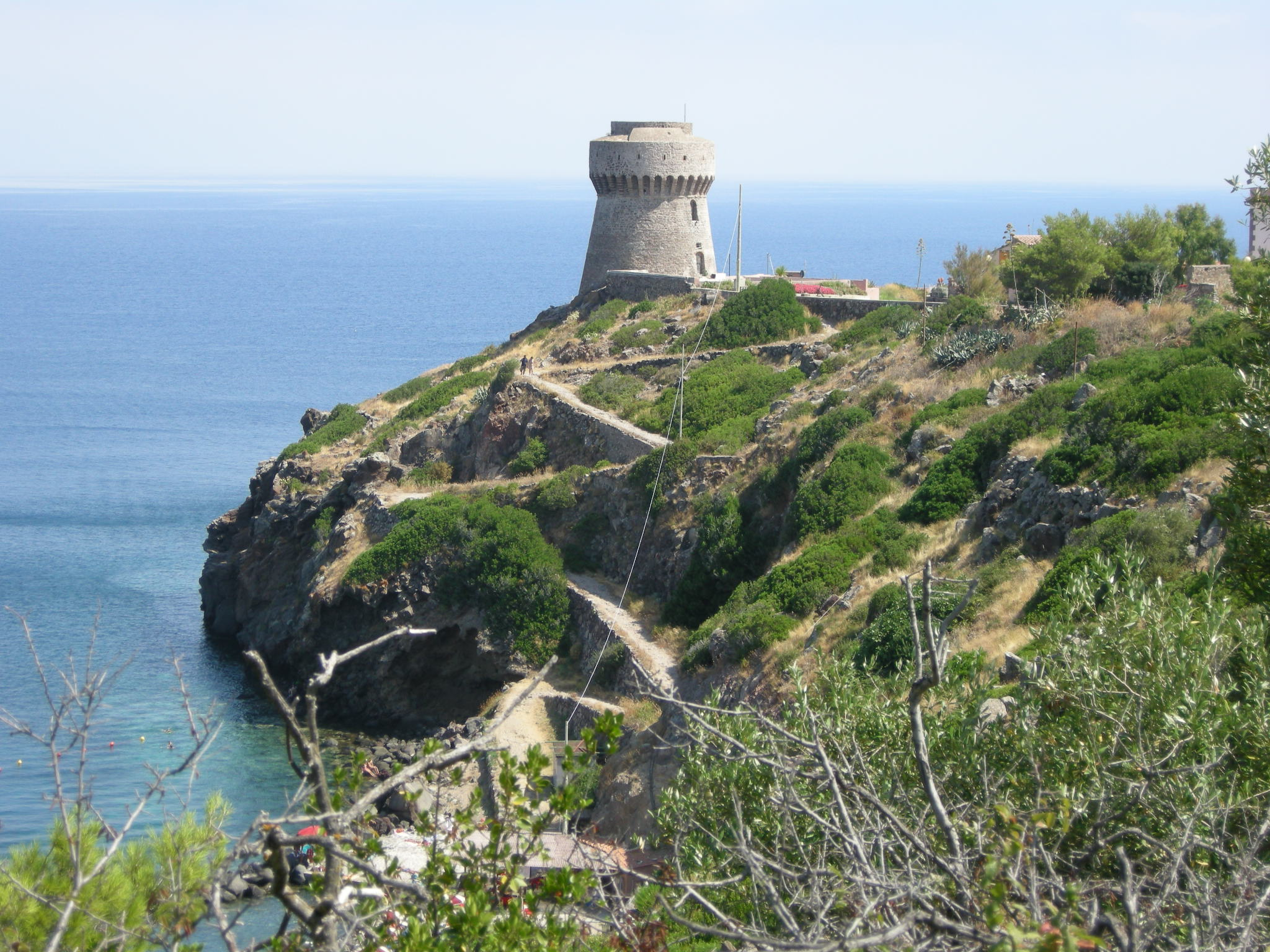
Torre del Porto
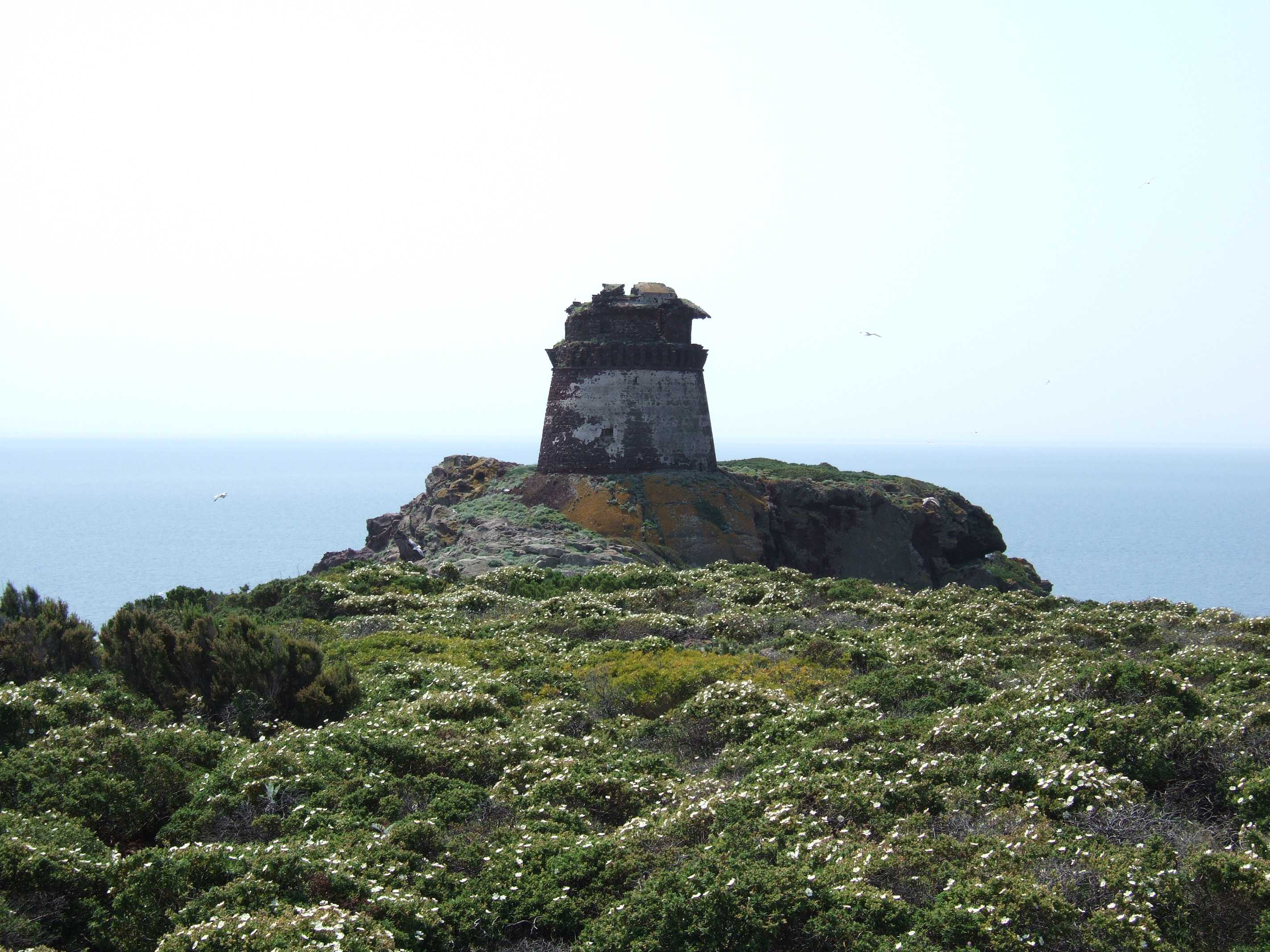
Torre dello Zenobito
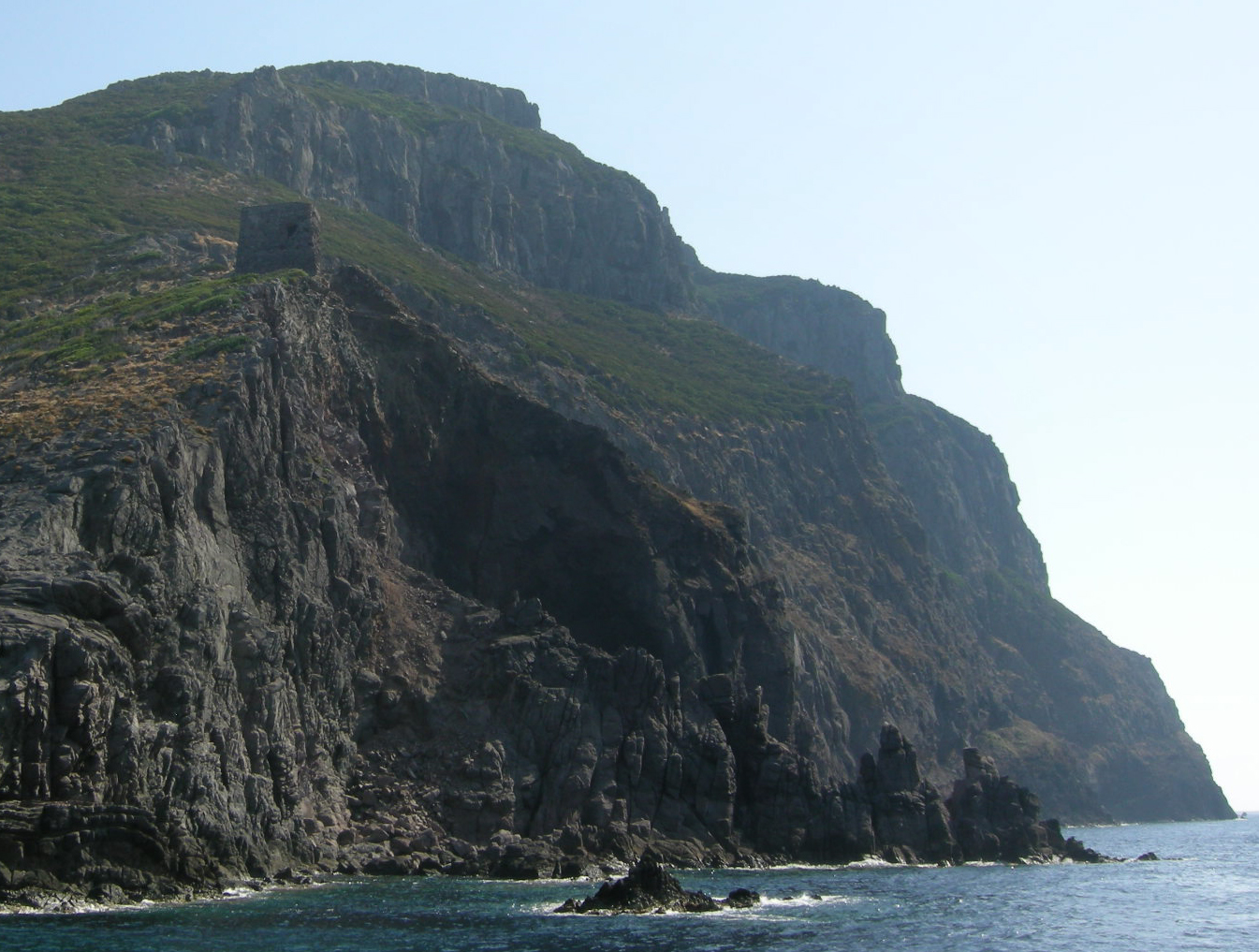
Torre delle Barbici / Torre della Regina